# Kartlis Deda

Kartlis Deda (Aufnahme mit Drohne, 2023)

Kartlis Deda (georgisch ქართლის დედა; dt. Mutter Georgiens) ist eine Monumentalstatue in der georgischen Hauptstadt Tiflis. Sie steht auf dem Sololaki-Gebirgskamm im Westen der Stadt und ist weithin sichtbar.
Die Statue symbolisiert die Stadt Tiflis, die im Volksmund Mutter Georgiens genannt wird. Sie schaut mit leicht geneigtem Kopf auf die Stadt, hält eine Schale Wein für die Freunde in der linken Hand, ein Schwert gegen die Feinde in der rechten. In der Nacht wird die Statue von Scheinwerfern angestrahlt.
Kartlis Deda wurde 1958 zum 1500-jährigen Stadtjubiläum errichtet.
Kartlis Deda steht auf einem steinernen Sockel und ist im Inneren aus Holz und außen mit Aluminium bedeckt. Sie stammt von dem georgischen Bildhauer Elgudscha Amaschukeli, der auch Denkmäler für Wachtang I. Gorgassali und Niko Pirosmani in Tiflis sowie David den Erbauer in Kutaissi geschaffen hat. Kurz nach der Unabhängigkeitserklärung Georgiens 1991 nahm Elgudscha Amaschukeli eine Veränderung vor. Die Mutter Georgiens hat nun ihr zuvor demütig gesenktes Haupt stolz erhoben, und es wurde mit Lorbeer bekränzt.
Von der Statue aus führt ein Panoramaweg zur Festung Nariqala.
Kartlis Deda ist zugleich eine 1997 gegründete georgische Frauenorganisation. Sie hat ihren Sitz in Gori und vereint Frauen aus der Intelligenzschicht, die sich für mehr Teilhabe von Frauen in der Region Innerkartlien (Schida Kartli) einsetzt und sich behinderten sowie sozial benachteiligten Frauen und Kindern widmet.